# Borðoy
Borðoy is een eiland in het noordoosten van de Faeröer met acht woonkernen: Klaksvík (de tweede stad van de archipel), Norðoyri, Ánir, Árnafjørður, Strond, Norðtoftir, Depil en Norðdepil, en drie verlaten nederzettingen: Skálatoftir, Múli en Fossá, alle in het noorden van het eiland. Múli was een van de meest afgelegen plaatsen van de Faeröer (er was geen wegverbinding tot 1989, zodat goederen per helikopter of boot moesten worden aangevoerd), en de laatste inwoners vertrokken er in 1994. Er zijn vijf bergen op het eiland: Lokki (755 m), Háfjall (647 m), Borðoyarnes (392 m), Depilsknúkur (680 m) en Hálgafelli (503 m).